# М'якохвіст вохристоволий
М'якохві́ст вохристоволий (Phacellodomus striaticollis) — вид горобцеподібних птахів родини горнерових (Furnariidae). Мешкає в Південній Америці. Раніше вважався конспецифічним з перлистоволим м'якохвостом.

## Опис
Довжина птаха становить 17-18 см, вага 22-26 г. Виду не притаманний статевий диморфізм. Верхня частина тіла коричнева, лоб, тім'я, крила і хвіст каштанові, махові пера мають іржасті края, на кінці попелясті. Обличчя і нижня частина тіла білуваті, горло охристе, поцятковане білими плямками. Боки рудувато-коричневі. Очі рожуваті, дзьоб і лапи рогові.

## Поширення і екологія
Вохристоволі м'якохвости мешкають на північному сході Аргентини, на південному сході Бразилії (на південь від східної Парани) та в Уругваї. Вони живуть в підліску вологих тропічних лісів, на узліссях і болотах, в галерейних лісах, на берегах річок і озер. Зустрічаються парами, на висоті до 800 м над рівнем моря. Живляться переважно комахами. Сезон розмноження триває з серпня по січень Вохристоволі м'якохвости гніздяться у циліндричної форми гніздах, які роблять з гілок і розміщують на деревах. В кладці 3-4 яйця, інкубаційний період триває 16 днів, пташенята покидають гніздо через 12-13 днів після вилуплення. За сезон може вилупитися два виводки. Вохристоволі м'якохвости іноді стають жертвами гніздового паразитизму синіх вашерів і тахете.